# Kake (historieta)
Kake ( /ˈkɑːkɛ/; pronunciación en finés: /ˈkɑke/) es una historieta y un personaje ficticio creado por Tom of Finland, el seudónimo del artista finlandés Touko Laaksonen. El personaje es un hombre gay fetichista del cuero que se distingue por sus características físicas hipermasculinas y sus frecuentes encuentros sexuales. Kake aparece como el personaje principal de una serie de cómics eróticos de 26 números publicada por Laaksonen entre 1968 y 1986. Se encuentra entre las creaciones más populares de Laaksonen y se destaca por su influencia en la subcultura leather gay.

## Caracterización
Kake es un personaje altamente sexualizado e idealizado que se distingue por sus características físicas hipermasculinas, principalmente sus músculos desarrollados y su pene excepcionalmente grande. En la mayoría de las historias, Kake es retratado como un hombre con bigote, que usa ropa que generalmente se asocia con la estética de la cultura motociclista: una chaqueta de cuero, pantalones de cuero, botas de montar de cuero hasta la rodilla y una gorra de cuero con visera. El personaje ocasionalmente también aparece con otros uniformes comúnmente fetichizados, como los de un policía o un mecánico.
Los rasgos definitorios del carácter de Kake son su personalidad amigable y tranquila, y su promiscuidad. La disposición afable del personaje contrasta intencionalmente las representaciones típicas de los hombres fetichistas del cuero en la cultura heterosexual como amenazantes o peligrosos, mientras que sus frecuentes encuentros sexuales reflejan las actitudes del movimiento de liberación sexual que surgió en la década de 1960. El escritor F. Valentine Hooven III señala que cuando la serie se enfoca en temas como el BDSM o el fetichismo de la violación, cualquier acto sádico realizado por Kake se presenta como "diversión inocente", y que los personajes en los que Kake realiza estos actos son "bienvenidos a hacerle lo mismo a él".
Un problema típico de Kake se centra en el personaje cuando se encuentra y tiene relaciones sexuales con un hombre o grupo de hombres igualmente musculosos y bien dotados. Estos hombres suelen ser personajes arquetípicos que encarnan roles masculinos tradicionales, como policías, marineros, leñadores, hombres de negocios o vaqueros; el escenario, como un baño público o un parque, también juega un papel en el contenido de la historia. Las historias se componen típicamente de aproximadamente veinte viñetas de página completa y se cuentan en su mayoría sin diálogo. Cuando se incluye diálogo, como una línea exclamativa ocasional o como escritura incidental (signos, graffiti, etc.), este es escrito en inglés.

## Historia

### Contexto

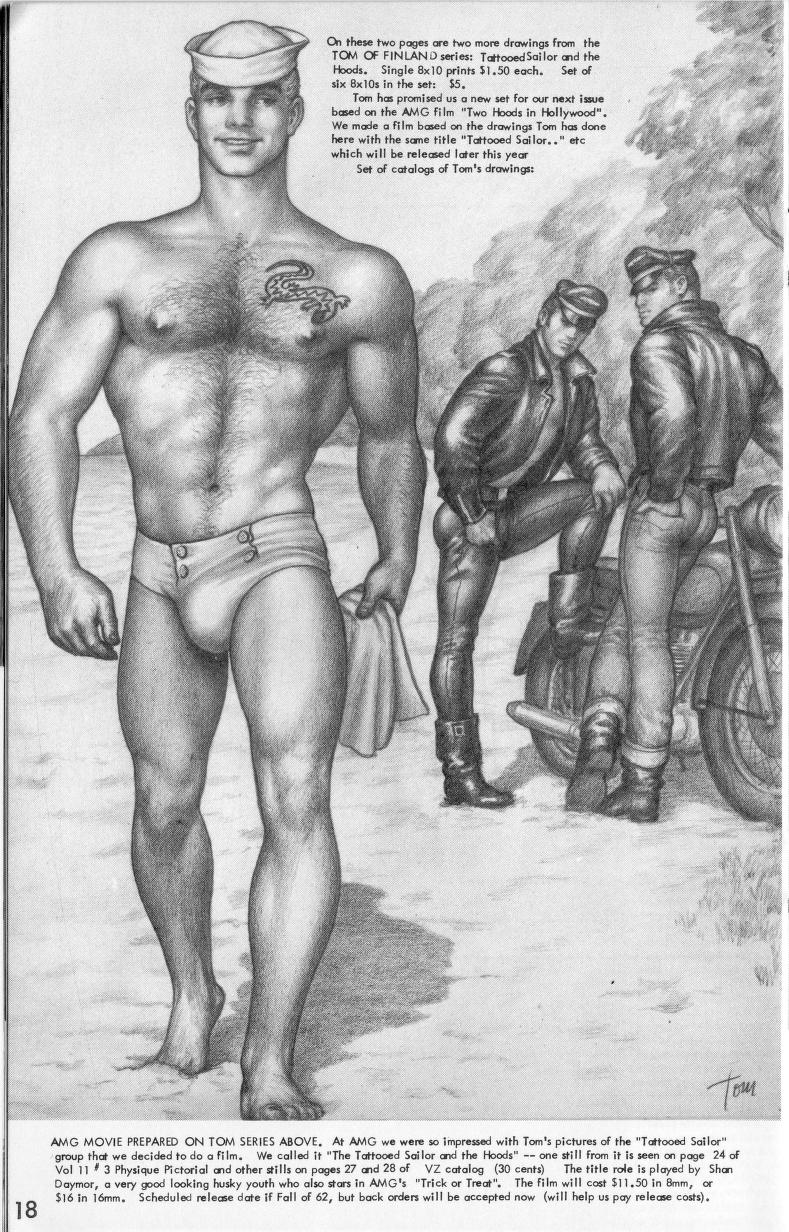
Laaksonen dibujó obras de arte con hombres vestidos en cuero ya en la década de 1950, como en este extracto de su cómic The Tattooed Sailor publicado en la edición de julio de 1962 de Physique Pictorial.

Laaksonen comenzó a dibujar historias de viñetas múltiples en 1946 como proyectos personales y como regalos para amigos, y ya en la década de 1950 dibujó obras de arte con hombres vistiendo cuero. No envió sus cómics para su publicación hasta la década de 1960; su primer cómic publicado, The Tattooed Sailor («El marinero tatuado»), se publicó en la edición de agosto de 1961 de Physique Pictorial, una revista que fue el primer medio en publicar sus ilustraciones en 1957. Las primeras ilustraciones y cómics publicados de Laaksonen eran típicamente sugerentemente homoeróticos en lugar de explícitamente pornográficos, aunque como las leyes de censura comenzaron a relajarse hacia fines de la década de 1960, comenzó a representar material más abiertamente sexual en su trabajo. Estos primeros cómics eran one-shots (historias únicas e independientes), pero en 1965 Laaksonen había comenzado a experimentar con personajes recurrentes: primero un personaje llamado Mike y luego un personaje inspirado en Tarzán llamado Jack.

### Producción
Kake fue comisionado por Michael Holm, quien supervisó la publicación de pornografía gay en la editorial de pornografía danesa DFT, y quien se acercó a Laaksonen para publicar una serie de cómics en curso con la compañía a fines de la década de 1960. Las páginas interiores de la serie se dibujaron como dibujos de líneas negras, mientras que las portadas se dibujaron como ilustraciones detalladas a lápiz, un formato elegido para que fuera fácilmente reproducible a bajo costo. Laaksonen a menudo dibujaba usando referencias fotográficas y con frecuencia usaba fotografías que él mismo tomaba de amigos o modelos aficionados con uniformes o demostrando poses. La apariencia física de Kake se basa en uno de los modelos de referencia fotográficos habituales de Laaksonen, un hombre del norte de Finlandia llamado Eero que conoció mientras visitaba Estocolmo. Durante las décadas de 1960 y 1970, Eero visitó regularmente a Laaksonen en Helsinki para posar como referencia para el personaje. El nombre "Kake" es un apodo finlandés que tiene las connotaciones de macho del apodo inglés "Butch"; también era el nombre de uno de los amigos de Laaksonen.

### Publicación
Kake: The Intruder, el primer cómic de la serie Kake, fue publicado por DFT en 1968. Si bien los primeros cómics de Laaksonen para Physique Pictorial se publicaron en la revista como extractos parciales, el cómic completo se vendió por separado como un conjunto de cinco a quince viñetas. Con un precio de 1,50 dólares por página, los números de Kake se vendieron como cómics discretos. Laaksonen tenía una relación laboral tensa con DFT; sintió que estaba mal pagado por Kake, y la compañía retuvo la propiedad de la obra de arte original de la serie. Holm estableció su propia editorial en su Suecia natal, Revolt Press, en 1970. Le pidió a Laaksonen que comenzara a publicar Kake con la compañía y le ofreció una tarifa por página más alta y la propiedad total de todas las obras de arte originales; Laaksonen aceptó y Kake comenzó a ser publicado por Revolt Press en 1971. Ese mismo año, la editorial danesa Coq también comenzó a publicar Kake.
En 1979, Laaksonen y Durk Dehner establecieron Tom of Finland Company, una empresa de pedidos por correo que se convirtió en la única editorial de Kake y de todos los demás libros y productos comerciales con obras de arte de Laaksonen. La compañía publicó una nueva historia de Kake, Kake in the Wild West, como su primer libro en 1982; rápidamente vendió toda su primera tirada. Una segunda edición con páginas más grandes, calidad de papel mejorada y una nueva sección de ilustraciones de archivo titulada "Tom's Archives" también agotó su tirada. El éxito de Kake in the Wild West llevó a Tom of Finland Company a producir cómics de formato premium similares para números anteriores de Kake que habían vuelto a ser propiedad de Laaksonen.
El último cómic de Kake, Oversexed Office, se publicó en 1986; después de ser diagnosticado con enfisema en 1988, Laaksonen desarrolló un temblor en sus manos que restringió su habilidad para dibujar, y murió en 1991. La serie ha sido incluida en antologías varias veces, en particular por la editorial de libros de arte Taschen, que publicó todos los números de la serie como The Complete Kake Comics en 2008. La mayoría de las ilustraciones originales de Kake han sido recuperadas por la Fundación Tom of Finland y se conservan en el archivo de la organización.

## Lista de ediciones
Los títulos de las ediciones y los años de lanzamiento provienen del libro The Complete Kake Comics:
| - Kake: The Intruder (edición 1, 1968) - Kake: The Sexy Sunbather (edición 2, 1968) - Kake: Cock-Hungry Cops (edición 3, 1968) - Kake: Nasty Nature Trail (edición 4, 1969) - Kake: Punishment (edición 5, 1970) - Kake: Threesome (edición 6, 1970) - Kake: Tea Room Odyssey (edición 7, 1970) - Kake: Hi-Jacked (edición 8, 1971) - Kake: The Cock D'or (edición 9, 1971) - Kake: Raunchy Truckers (edición 10, 1971) - Kake: TV Repair (edición 11, 1972) - Kake: Service Station (edición 12, 1972) - Kake: Sightseeing (edición 13, 1973) | - Kake: Sadist (edición 14, 1973) - Kake: Violent Visitor (edición 15, 1974) - Kake: Sex on the Train (edición 16, 1974) - Kake: Loading Zone (edición 17, 1975) - Kake: Pants Down, Sailor! (edición 18, 1975) - Kake: The Curious Captain (edición 19, 1975) - Kake: Pleasure Park (edición 20, 1977) - Kake Special: Greasy Rider (edición 21, 1978) - Kake: Highway Patrol (edición 22, 1980) - Kake in the Wild West (edición 23, 1982) - Kake in Canada (edición 24, 1984) - Kake: Postal Rape (edición 25, 1984) - Kake: Oversexed Office (edición 26, 1986) |

## Recepción y legado

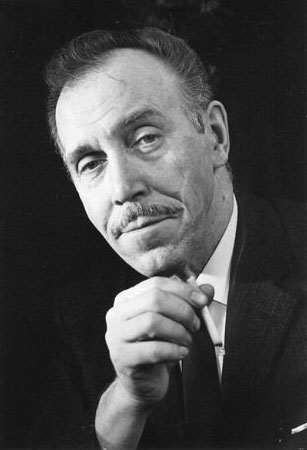
Laaksonen en 1959.

Las ilustraciones de Laaksonen de hombres fetichistas de cuero, ejemplificadas por Kake, influyeron significativamente en la estética de la subcultura leather gay. Edward Lucie-Smith ha señalado que las representaciones de hombres homosexuales masculinos de Laaksonen "alteraron la forma en que los hombres homosexuales piensan sobre sí mismos" y "comenzaron a elaborar un tipo de identidad, con vestimenta y atributos físicos" que contrarrestó los estereotipos de hombres homosexuales como débiles y afeminados. Si bien el arquetipo del motociclista masculino vestido de cuero estaba bien establecido tanto en la cultura gay como en la heterosexual en el momento de la creación de Kake (especialmente en la película de 1953 The Wild One protagonizada por Marlon Brando, que Laaksonen cita como una influencia directa en su obra de arte), F. Valentine Hooven III sostiene que "el hombre leather dibujado por Tom of Finland" es "el estándar de oro, al menos dentro de la comunidad gay".
Kake ha sido descrito por Susanna Paasonen como el "personaje más icónico" de Laaksonen y por Hooven como "el ícono pin-up más familiar del mundo gay". La editora Dian Hanson describe a Kake como "una especie de Johnny Appleseed que viaja por el mundo en su motocicleta y difunde las semillas del sexo gay liberado, mutuamente satisfactorio y extáticamente explícito". Hanson argumenta que la serie era una expresión del deseo de Laaksonen de representar el sexo entre hombres que estaba libre de la homofobia internalizada —el propio Laaksonen declaró que el objetivo para su arte era dibujar "hombres orgullosos que fueran felices teniendo sexo"— notando cómo los personajes en Kake "rompen la barrera del afecto" besándose y acariciándose además de realizar actos sexuales, y que Laaksonen representa a Kake asumiendo roles tanto activos como pasivos durante el sexo.
Se desconoce el número exacto de copias de Kake que se han impreso y vendido. La ambigüedad en torno a las cifras de ventas de Kake puede deberse en parte a la gran cantidad de libros no autorizados que presentan las obras de arte de Laaksonen producidos desde la década de 1950 hasta la de 1970. Algunos de estos libros fueron creados por editores que utilizaron obras de arte originales no devueltas de Laaksonen, mientras que otros fueron creados mediante una infracción total de los derechos de autor a través de la fotocopia y reproducción de ediciones autorizadas. Hooven estima que el veinte por ciento o más de las obras publicadas que presentan obras de arte de Laaksonen producidas entre 1950 y 1979 se crearon sin el consentimiento o el conocimiento del artista.
Kake aparece en la película Tom of Finland de 2017, donde es interpretado por Niklas Hogner. El personaje también aparece en Tom of Finland, The Musical, un musical presentado por primera vez por el Teatro de la ciudad de Turku en 2017.